# Haripur (ciutat del Pakistan)
Haripur (en urdú ہری پور) és una ciutat de Pakistan a la Província de la Frontera del Nord-oest, capital del districte d'Haripur, a 65 km d'Islamabad i 35 km d'Abbottabad, en un altiplà a la vora del riu Dor. La població el 1998 era de 59.902 habitants.

## Història
Haripur fou construït com a fortalesa militar (rodejada de muralles) el 1822 pel general sikh sardar Hari Singh Nalwa, del que va agafar el nom. Hari Singh Nalwa fou nomenat per Ranjit Singh com a segon nazim de Hazara com substitut del primer nazim Amar Singh Majithia que fou assassinat pel poble a Nara. Quan el territori fou annexionat pels britànics el 1849 va esdevenir la capital del districte d'Hazara fins al 1853 quan fou traslladada a Abbottabad. Va esdevenir municipalitat el 1867.

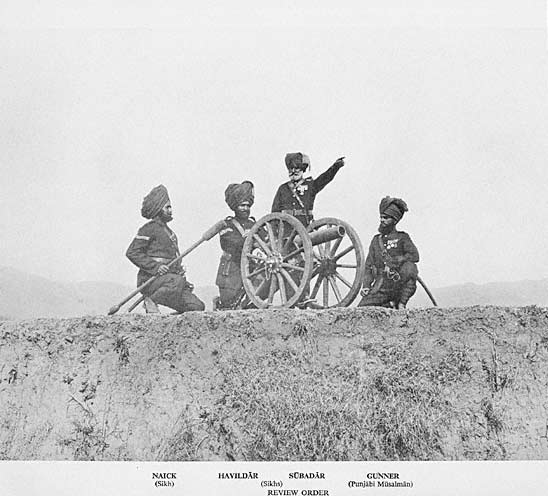
4th Hazara Mountain, bateria

Entre els monuments destaca l'obelisc dedicat al coronel Canara, un oficial europeu de l'artilleria sikh, mort el 1848 defensant-se només amb una pistola de mà dels rebels de Chattar Singh. El 1851 el 4th regiment de Bateria de Muntanya Hazara fou aixecat al districte pel major Abbot per defensar la zona i va operar en diverses campanyes a la província
La població el 1901 era de 5.578 habitants. La llengua comuna és el hindko, combinació del panjabi, potohari, gojri i urdú. Haripur fou un dels cinc districte que va formar la divisió d'Hazara abolida el 2000 (els altres foren Abbottabad, Mansehra, Batagram i Kohistan).

## Personatges
- Ayub Khan, ex President de Pakistan
- Raja Sikander Zaman, ex ministre en cap de la Província de la Frontera del Nord-oest